# عصمت کتانی
عصمت کتانی (انگلیسی: Ismat T. Kittani; ۵ آوریل ۱۹۲۹ – ۲۳ اکتبر ۲۰۰۱) یک سیاست‌مدار اهل عراق بود. وی بعنوان نماینده عراق تأثیر مهمی در رای‌گیری قطعنامه ۴۷۹ شورای امنیت داشت.

## حرفه
در سال ۱۹۵۲ کتانی قبل از پیوستن به بخش امور بین‌الملل وزارت خدمات خارجی برای مدت کوتاهی به عنوان معلم دبیرستان کار کرد و در سال ۱۹۵۴ به عنوان وابسته به سفارت عراق در قاهره منصوب شد. او از سال ۱۹۵۷ تا ۱۹۶۱ در مقر سازمان ملل متحد عراق خدمت کرد و در آنجا نماینده تعدادی از شوراها از جمله شورای امنیت سازمان ملل متحد و سازمان بهداشت جهانی بود. پس از آن از سال ۱۹۶۱ تا ۱۹۶۴ به عنوان نماینده عراق در ژنو - سوئیس به ژنو رفت.
در سال ۱۹۶۴ به عنوان دبیر شورای اقتصادی و اجتماعی در نیویورک انتخاب شد. در سال ۱۹۷۱ او دستیار دبیرکل در امور بین سازمانی شد و در سال ۱۹۷۳ رئیس ستاد دبیرکل کورت والدهایم شد. او تا سال ۱۹۷۵ در نیویورک ماند.
در سال ۱۹۷۵ به بغداد بازگشت و به عنوان رئیس بخش سازمان‌های بین‌المللی در وزارت خارجه و معاون وزیر انتخاب شد، جایی که مجبور بود سفرهای مکرر به نیویورک و قبل از سمت دبیرخانه شورای امنیت سازمان ملل داشته باشد. در سال ۱۹۸۰ معاون وزیر در وزارت امور خارجه عراق شد.
در ۱۵ سپتامبر ۱۹۸۵ نماینده عراق در شورای امنیت سازمان ملل متحد شد و به عنوان سی و ششمین رئیس مجمع عمومی شورای امنیت سازمان ملل متحد انتخاب شد. او جانشین رودیگر فون وچمار آلمانی شد. او یک انتخابات نسبتاً غیرمعمول داشت که در آن با قرعه کشی انتخاب شد.

## اثرگذاری در قطعنامه ۴۷۹ سازمان ملل یکهفته پس از آغاز جنگ
عصمت کتانی، معاون سابق دبیرکل سازمان ملل در امور هماهنگی سازمانهای تخصصی سازمان ملل، در این زمان، مسئولیت نمایندگی عراق را در سازمان ملل عهده‌دار بود، با استفاده از پیشینه حضورش در سازمان ملل نقش مهمی در جلب نظر اعضای شورای امنیت و بعدها، در از سرگیری روابط دیپلماتیک آمریکا و عراق داشت.
در همان روزی که نامه صدام حسین برای دبیرکل ارسال شد، کتانی در جلسه شورای امنیت در ۲۶ ماه سپتامبر ۱۹۸۰ شرکت و در سخنانی، همان حرفها را تکرار کرد و از پایبندی عراق به اصول عدم مداخله در امور داخلی کشورها و احترام به حاکمیت ملی و حفظ صلح و امنیت بین‌المللی سخن گفت. در این نامه، وی شفاف‌تر از نامهٔ صدام حسین، علاقهٔ کشورش را به حفظ صلح اعلام و تأکید کرد: «به هیچ وجه، قصد ادامه جنگ را ندارد… به شرط آنکه ایران نیز این اصول را تأیید و به آنها عمل کند». وی از شورای امنیت خواست تا در صورت تمایل به صدور قطع‌نامه‌ای دربارهٔ جنگ ایران و عراق، به وزیر خارجه عراق فرصت دهد برای بیان نظرهای دولت متبوع خود به نیویورک سفر کند. دو روز بعد، وی در جلسهٔ ۲۸ ماه سپتامبر ۱۹۸۰ شورای امنیت حضور یافت که در آن، قطع‌نامه‏ ۴۷۹ به تصویب رسید، در حالی که نماینده ایران غایب بود. در این جلسه، کتانی با اشاره به رد آتش‌بس از سوی ایران قسمتی از سخنان صدام حسین را که هم‌زمان در بغداد ایراد می‌شد، در جلسه شورا قرائت کرد. صدام حسین گفته بود: «عراق آماده است بی‌درنگ، جنگ را متوقف کند، به شرطی که ایران نیز به این دعوت صادقانه پاسخ مثبت دهد… همچنین، آماده‌ایم مستقیم یا از طریق کشور ثالث، برای رسیدن به راه‌حل عادلانه و شرافت‌مندانه مذاکره کنیم؛ راه‌حلی که حقوق و حاکمیت ما را تضمین کند». این اقدام کتانی و وزارت امور خارجهٔ عراق در رساندن پیام صدام حسین به اعضای شورای امنیت تأثیر بسزایی در رأی‌گیری قطع‌نامه‏ ۴۷۹ داشت.

## بازنشستگی و مرگ
کیتانی در سال ۱۹۸۹ بازنشسته شد و به دیپلمات‌ها در کار سازمان ملل کمک می‌کرد. در ۲۳ اکتبر ۲۰۰۱ در سن ۷۱ سالگی بر اثر سرطان درگذشت. از او پسری به نام دارا کتانی به یادگار مانده‌است.